# Andrew Deveaux
Andrew Deveaux (30 de abril de 1758 - 11 de julho de 1812) foi um legalista americano da Carolina do Sul, mais famoso por ter retomado as Bahamas em 1783.

## Conteúdo
| Nascimento         | 30 de abril de 1758 Paróquia de Santa Helena, Carolina do Sul                                                        |
| Morreu             | 11 de julho de 1812 Red Hook, Nova York                                                                              |
| Fidelidade         | Reino Unido da Grã-Bretanha e Irlanda                                                                                |
| Serviço / filial   | Legalista |
| Classificação      | Coronel |
| Comandos mantidos  | Milícia legalista da Carolina do Sul                                                                                 |
| Batalhas / guerras | · Guerra da Independência Americana o Cerco à Savana (1779) o Cerco a Charleston (1780) o Captura das Bahamas (1783) |

- Vida pregressa
- Serviço
- Recaptura das Bahamas
- Mais tarde na vida
- Referências
- Fontes
- links externos

## Início da vida
Ele era filho dos proprietários de plantações Andrew Deveaux Senior e Catherine Barnwell, nasceu 30 de abril de 1758 na Paróquia de Santa Helena em Beaufort, Carolina do Sul. A ascendência de Deveaux remonta à França em 1665, quando André de Veaux (nascido em 1665 em Château de Veaux, França) foi para as colônias americanas no final do século XVII ou início do século XVIII. Andrew Deveaux Junior era proprietário de muitos milhares de acres em torno da Paróquia de Prince William, Carolina do Sul e Port Royal Island.

## Serviço
Aos 17 anos, Andrew Deveaux Jr. se alistou no exército continental. No entanto, o Deveaux mais velho estava sendo constantemente criticado pelos moradores de Beaufort por seu apoio aos britânicos. Em defesa de seu pai, o jovem Deveaux reuniu um grupo de legalistas que causou estragos em Beaufort e nos arredores. Acredita-se que ele e seus partidários legalistas tenham sido responsáveis por queimar a igreja paroquial Prince William em Sheldon em abril de 1779. Deveaux juntou-se aos serviços dos britânicos sob o comando do major-general Augustine Prévost em 1779 e esteve presente no cerco de Savannah, onde o franco- O ataque americano foi repelido com pesadas perdas. Ele também esteve no cerco de Charleston, após o qual recebeu uma comissão de lorde Cornwallispara criar um regimento chamado "Royal Foresters". Deveaux foi promovido a coronel e recebeu o comando de um grupo de irregularistas legalistas que capturaram dois generais americanos em emboscadas nas florestas.
Em 1782, ele estava entre a guarnição britânica de ocupação em Charleston. Em dezembro daquele ano, os britânicos evacuaram a Carolina do Sul e Deveaux com seus homens foram para St. Augustine, capital da Flórida Oriental. Ele estabeleceu um plano para recuperar as Bahamas para si e para a coroa britânica. Nassau havia caído para o espanhol no início do ano.
- Recaptura das Bahamas Artigo principal: Captura das Bahamas (1783)  De Santo Agostinho Deveaux partiu com 70 homens e 6 navios. Ele se juntou a outros 170 homens enquanto estava em Harbor Island, Bahamas e, portanto, com apenas 220 homens e 150 mosquetes para enfrentar uma força de 600 soldados espanhóis. Deveaux forçou os espanhóis sob Don Antonio Claraco Sauz a se renderem em 17 de abril de 1783, sem disparar um único tiro. Quando Deveaux levou a bandeira espanhola, marcou a última vez que uma bandeira estrangeira voaria sobre a capital das Bahamas.

## Mais tarde na vida
Como recompensa por seus esforços nas Bahamas Deveaux, foi dada uma grande parte da Ilha Cat, onde ele construiu uma mansão em Port Howe, Ilha Cat, cujos restos podem ser vistos hoje. Ele partiu para a Inglaterra em setembro de 1783 e muitas vezes retornava às ilhas. Sua fortuna, no entanto, foi feita em Red Hook, Nova York, onde residiu pelo resto de sua vida. Ele se casou com Anna Verplanck e teve quatro filhos; Steven, William, Augusta Maria e Julia, que mais tarde se casariam com o agricultor americano John Hare Powel. Deveaux e sua família foram os principais desenvolvedores. Deveaux morreu em julho de 1812, deixando uma porção considerável da terra das ilhas das Bahamas em seu testamento.